# St. Johann am Pressen
St. Johann am Pressen je naselje v Občini Hüttenberg v Okraju Šentvid ob Glini na Koroškem v Avstriji.